# Banco azul
El banco azul es como se conoce, por razón de su color privativo, al conjunto de escaños o bancada que en la tradición parlamentaria española suele reservarse al Gobierno. Su ubicación se corresponde de costumbre con la primera fila del hemiciclo de ambas Cámaras de las Cortes Generales, si bien dicha ubicación ha sufrido variaciones en distintas épocas, en función, por lo general, del régimen político imperante y de la posición que en éste se otorgara al Gobierno. 

## Origen y extensión
El origen de este uso político se remonta a los momentos de la sublevación de los sargentos o motín de la Granja de San Ildefonso, que puso fin a la vigencia del Estatuto Real de 1834. Tras un breve período de restauración de la Constitución de Cádiz, se comenzó la redacción de una nueva constitución política para el Reino. Surgió entonces la cuestión -propia de los debates doctrinales en la Europa de la época, por influjo de la estricta concepción de la separación de poderes difundida por la obra de Montesquieu- de la presencia del Gobierno o Ministerio en las sesiones de las Cámaras colegisladoras. Su presencia en la sede del poder legislativo era vista por los diputados como una forma de intromisión del ejecutivo en la función de las Cortes. Finalmente, y por presión del propio Presidente del Consejo, el liberal José María Calatrava, se convino que los ministros que no fueran diputados o senadores tendrían voz, aunque no voto, tanto en el Congreso de los Diputados como en el Senado, que por vez primera adoptaban esta denominación. Las nuevas Cámaras reservaron una fila especial para los miembros del Ministerio, apartada del conjunto de los representantes populares, y se ordenó forrar sus bancos de raso azul, en vez del rojo habitual. El azul es el color que en España representa a la Casa de Borbón; se manifestaba así la diferencia entre los que, sentados imperativamente en la misma Cámara, representaban la soberanía nacional que la nueva constitución proclamaba, y los que estaban en ella en su sola calidad de Ministros del Rey, titular del poder ejecutivo.
Esta costumbre, originaria de las Cortes Generales, es hoy día habitual en casi todas las asambleas legislativas de las comunidades autónomas. La expresión indeterminada "el banco azul" se emplea hoy para referirse por extensión al Gobierno, generalmente al Gobierno de la Nación.